# Chloroclystis planiscripta
Chloroclystis planiscripta är en fjärilsart som beskrevs av W. Warren 1902. Chloroclystis planiscripta ingår i släktet Chloroclystis och familjen mätare. Inga underarter finns listade i Catalogue of Life.